# Estado de gracia
Estado de gracia es una serie de televisión mexicana del año 2009, producida por Once TV México en conjunto con Aleito Producciones, bajo la dirección de Carlos Bolado, Charlie Gore y Javier Solar, y con guion original a cargo de Carolina Rivera, Paulina Barros y José Luis Gutiérrez Arias. Se estrenó el 4 de junio de 2012 en Estados Unidos por el canal de paga Cinelatino de MVS y el 1 de agosto del mismo año por Once TV.

## Sinopsis
Julieta Toscano, una valiente y ambiciosa diputada federal, presenta una controvertida iniciativa de ley para legalizar las drogas como una nueva estrategia en contra del narcotráfico, hecho que cimbra las estructuras políticas y sociales del país. A partir de este momento su vida personal y profesional no será la misma: su vida se entrelaza indirectamente con la del comandante Gonzalo Castorena, quien busca infiltrase en las filas del narcotráfico para cobrar una venganza, así como con las historias de unos juniors, quienes representan a todos aquellos consumidores por los que existe la oferta y la demanda

## Elenco
- Karina Gidi como Julieta Toscano, esposa de Pedro y madre de dos hijos, es diputada federal en el Congreso de la Unión.
- Sara Cobo como Ximena Toscano, hija de Julieta y consumidora de drogas.
- Raúl Méndez como Gonzalo Castorena Arocha, hombre casado y padre de una hija, es comandante de la policía.
- Daniel Martínez como Pedro, esposo de Julieta.
- Lisa Owen como Paola Rivera, periodista que dirige y conduce uno de los noticiarios más influyentes de la televisión mexicana.
- Adan Canto como León Sierra, actor que está en la cima de su popularidad, sin embargo es un drogadicto.
- José Carlos Rodríguez como Don Armando Rodríguez, uno de los narcotraficantes más poderosos de México.
- Roberto Sosa como N, miembro de la policía federal.
- Dagoberto Gama como Romano, miembro de la policía federal corrupto coludido con el narcotráfico.
- Andrés Montiel como Sánchez, compañero en policía de Romano, trabaja en realidad para Don Armando.
- Guillermo Quintanilla como José Luis Arce, subprocurador de la policía federal.
- Alejandra Toussaint como la periodista Alejandra.
- Aarón Balderi como Aarón, reportero de nota roja, acosador de Julieta.
- Julia Calzada como Victoria, amante y enfermera de León Sierra.